# Jarrah Records
Jarrah Records est un label indépendant australien, basé à Perth, Australie-Occidentale. Il produit les albums des groupes The John Butler Trio et The Waifs. Jarrah est créé par The Waifs et est basé à Perth. En juillet 2002, le label est fondé et codirigé par John Butler, Josh Cunningham, Donna Simpson et sa sœur Vikki Thorn, membres des Waifs, et Philip Stevens, agent artistique commun. Au départ, le label est créé pour s'occuper de leurs sorties aux États-Unis, mais s'élargit en 2003. Jarrah Records remporte de nombreux Western Australian Music Industry Awards (en) et devient le premier label indépendant appartenant à des artistes à débuter à la première place du classement des albums ARIA.

## Histoire
Les fondateurs de Jarrah Records sont John Butler (leader du John Butler Trio), les membres du groupe The Waifs Josh Cunningham, Donna Simpson et sa sœur Vikki Thorn, ainsi que l'agent artistique commun, Philip Stevens,. Le label est créé à Fremantle en juillet 2002, à l'origine pour commercialiser le matériel du John Butler Trio et des Waifs sur le marché américain. The Waifs est formé en 1992 en tant que groupe de folk rock à Albany, avec Cunningham, Simpson et Thorn,. Butler se produit d'abord en tant que busker à Fremantle au milieu de l'année 1996,. Depuis le milieu des années 1980, Stevens s'implique dans la scène musicale locale, il devient promoteur en musique et, en 1996, propriétaire du Mojo's Bar à North Fremantle
,,. En 1998, Stevens donne à Butler un concert régulier le mardi soir dans sa salle et devient rapidement l'agent artistique. Cette même année, Butler forme son trio en tant que groupe de roots et jam. En 2001, The Waifs engagent Stevens comme agent. L'année suivante, les deux groupes devaient partir en tournée aux États-Unis et voulaient sortir des morceaux sur ce marché sur leur propre label indépendant,.
Butler explique en 2008 que : « Nous n'avons jamais cherché à faire cela. Nous l'avons fait par passion pour ce que nous voulions faire et parce qu'il le fallait. Personne ne voulait nous parler avant que nous ayons vendu de l'or, il était donc un peu trop tard et leurs intérêts étaient un peu trop évidents. Nous l'avons donc fait parce que nous devions le faire. Il était difficile de trouver une équipe prête à croire en quelque chose qui sortait de la norme, alors nous avons créé notre propre équipe. Nous avons vu que les gens aimaient ça ; c'est juste l'industrie qui n'a pas été prévoyante ».
En juillet 2002, Jarrah Records réédite le troisième album studio de The Waifs, Sink or Swim, aux États-Unis - il avait été publié en Australie en juin 2000
. La première nouvelle œuvre du groupe pour Jarrah était un EP de cinq titres, London Still, sorti en juillet 2002, qui atteint le top 50 de l'ARIA Singles Chart. En octobre, London Still reçoit deux nominations aux ARIA Music Awards de 2002 dans les catégories « meilleure sortie indépendante » et « percée - single »,.. En février de l'année suivante, John Butler Trio sort un album live 2× CD, Living 2001-2002, sur le label pour le marché australien. Selon Patrick Donovan de The Age, en mars 2004, John Butler Trio et The Waifs avaient « prouvé que la diffusion sur les ondes et les ventes massives ne dépendent pas du soutien d'une grande maison de disques ». En mars 2004, John Butler Trio sort son troisième album studio, Sunrise Over Sea, sur le label Jarrah. L'album débute à la première place du classement australien des albums le 15 mars 2004 et est certifié disque d'or dès sa première semaine d'exploitation. C'est le premier album entièrement indépendant (label indépendant/distributeur indépendant) à avoir débuté à la première place du classement des albums de l'Australian Recording Industry Association (ARIA). Sunrise Over Sea est ensuite certifié cinq fois disque de platine. Le label continue à publier les œuvres des deux groupes, y compris les albums solo ultérieurs de Butler et de Cunningham.

## Distinctions
| Année | Artiste        | Catégorie                                    | Résultat |
| ----- | -------------- | -------------------------------------------- | -------- |
| 2005  | Jarrah Records | Meilleur label basé en Australie-Occidentale | Lauréat  |
| 2006  | Jarrah Records | Meilleur label basé en Australie-Occidentale | Lauréat  |
| 2007  | Jarrah Records | Meilleur label basé en Australie-Occidentale | Lauréat  |
| 2008  | Jarrah Records | Meilleur label basé en Australie-Occidentale | Lauréat  |
| 2011  | Jarrah Records | Meilleur label basé en Australie-Occidentale | Lauréat  |